# Alina Diaconu
Alina Diaconu (n. 17 august 1945, București, România) este o scriitoare de origine română, în prezent trăiește și creează in Buenos Aires, Argentina. Dintre romanele sale, "Penultima călătorie" și "Noapte bună , dle Profesor" au obținut prestigioase premii și au fost alese spre a fi traduse la Editura Univers după 1990. În 2009 i s-a mai tradus "Avatar" și a fost omagiată la Ambasada Argentinei din București unde i s-a conferit oarece distincție.

## Biografie
Alina Diaconu s-a născut în București, România, în anul 1945. În 1959 a plecat în exil împreună cu părinții săi în Buenos Aires, Argentina, unde a luat cetățenia. Între 1968 și 1970, a trăit în Paris. În afară de scriere de romane de ficțiune, a fost editorialist la revista "Cultura" și colaborator la principalele ziare ale țării (Clarín, La Nación, La Prensa, Perfil, La Gaceta, Vigencia, Vuelta Sudamericana). A primit numeroase premii, inclusiv bursa Fulbright care a adus-o să trăiască în Statele Unite în 1985, precum și acordarea premiului din 1994 de către "American Romanian Academy of Arts And Sciences"("Academia Română de Arte și Științe din Statele Unite ale Americii") în # Statele Unite ale Americii.
Mai multe dintre cărțile sale au fost traduse în străinătate și textele sale figurează în antologii argentiniane și străine. Unele dintre lucrările sale au fost obiectul unor teze de doctorat în SUA. În 1993 a apărut o carte de critică despre romanele sale, intitulat "Utopías, ojos azules y bocas suicidas: la narrativa de Alina Diaconú"("Utopii, ochi albaștri și guri sinucigașe: narativa Alinei Diaconu"), compilată de Esther Gimbernat González și Cynthia Tompkins (SUA)
Cele șapte romane anterioare ale sale sunt: "La señora" ("Doamna") (1975), "Buenas noches Profesor" ("Noapte bună profesor") (1978), "Enamorada del muro" ("Îndrăgostită de zid") (1981), "Cama de ángeles" ("Pat de îngeri") (1983), "Los ojos azules" ("Ochii albaștri") (1986), "El Penúltimo viaje" ("Penultima călătorie") (1989), "Los Devorados" ("Devorații") (1992). "¿Qué nos pasa, Nicolás?" ("Ce ni se întâmplă, Nicolae?") a fost prima sa carte de povești publicate în 1995 de către Editura Atlántida. În 1998 a publicat "Preguntas con Respuestas" ("Întrebări cu răspunsuri" - interviuri lui Borges, Cioran, Girri, Ionesco și Sarduy) și "Calidoscopio (Notas acerca del amor, el poder, el tiempo y otros espejismos" ("Caleidoscop (Note despre dragoste, putere, timp și alte iluzii)"). În 2002 a publicat romanul său "Una mujer secreta" ("O femeie secretă") la Fundația Internațională Jorge Luis Borges, iar în 2005 "Intimidades del Ser" ("Intimitățile exitenței"), carte care conține poezii și aforisme.

## Romane
- Doamna (1975)
- Noapte bună, domnule profesor! (1978)
- Îndrăgostită de zid (1981)
- Pat îngeresc (1983)
- Ochii albaștri (1986)
- Penultima călătorie (1989) (Premiul Meridianul de Argint)
- Devorații (1992)
- O femeie misterioasă
- Intimitățile ființei